# Sybra fuscotriangularis
Sybra fuscotriangularis là một loài bọ cánh cứng trong họ Cerambycidae.